# Toldi-lakótelep
A Toldi-lakótelep (vagy Toldi-lakónegyed) Kaposvár egyik lakótelepe, a Béke-Füredi lakóteleptől északra helyezkedik el. Lakófunkciójú terület, főként 1970 után épült nagyvárosi jellegű, 4 és 10 emeletes társasházakkal.

## Közlekedés
A lakótelep főbb útjai a Füredi utca (67-es út), a Béke utca, a Toldi Miklós utca és a Szondi György utca. A lakótelep jó elhelyezkedése miatt a Belváros és a környékbeli bevásárlóközpontok hamar elérhetők.

### Tömegközlekedés
A városrészt az alábbi helyi járatú buszok érintik:
| Járatszám | Útvonal                                                                                         |
| --------- | ----------------------------------------------------------------------------------------------- |
| 10        | Helyi autóbusz-állomás - Tallián Gy u. - Kórház - Füredi u. csp. - Laktanya                     |
| 11        | Helyi autóbusz-állomás - Berzsenyi u. - Füredi u. csp. - Volán-telep - Kaposfüred               |
| 11Y       | Helyi autóbusz-állomás - Berzsenyi u. - Füredi u. csp. - Volán-telep - Kaposfüred, vasútállomás |
| 20        | Tóth Á u. - Füredi u. csp. - Mező u. csp. - Videoton                                            |
| 20A       | Raktár u. - Füredi u. csp. - Mező u. csp. - Videoton                                            |
| 23        | Laktanya - Füredi u. csp. - Kisgát - Villamossági Gyár - Kaposvári Egyetem                      |
| 27        | Laktanya - Füredi u. csp. - Kisgát - Hősök temploma - Kométa                                    |
| 91        | Helyi autóbusz-állomás - Arany J. tér - Füredi u. csp.                                          |

## Intézmények
- KE Gyakorló Óvoda
- Toldi Lakótelepi Általános Iskola[1]
- Posta
- Nemzeti Adó- és Vámhivatal

## Szabadidő
Játszóterek, tágas zöldövezetek helyezkednek el a házak között.

## Képek

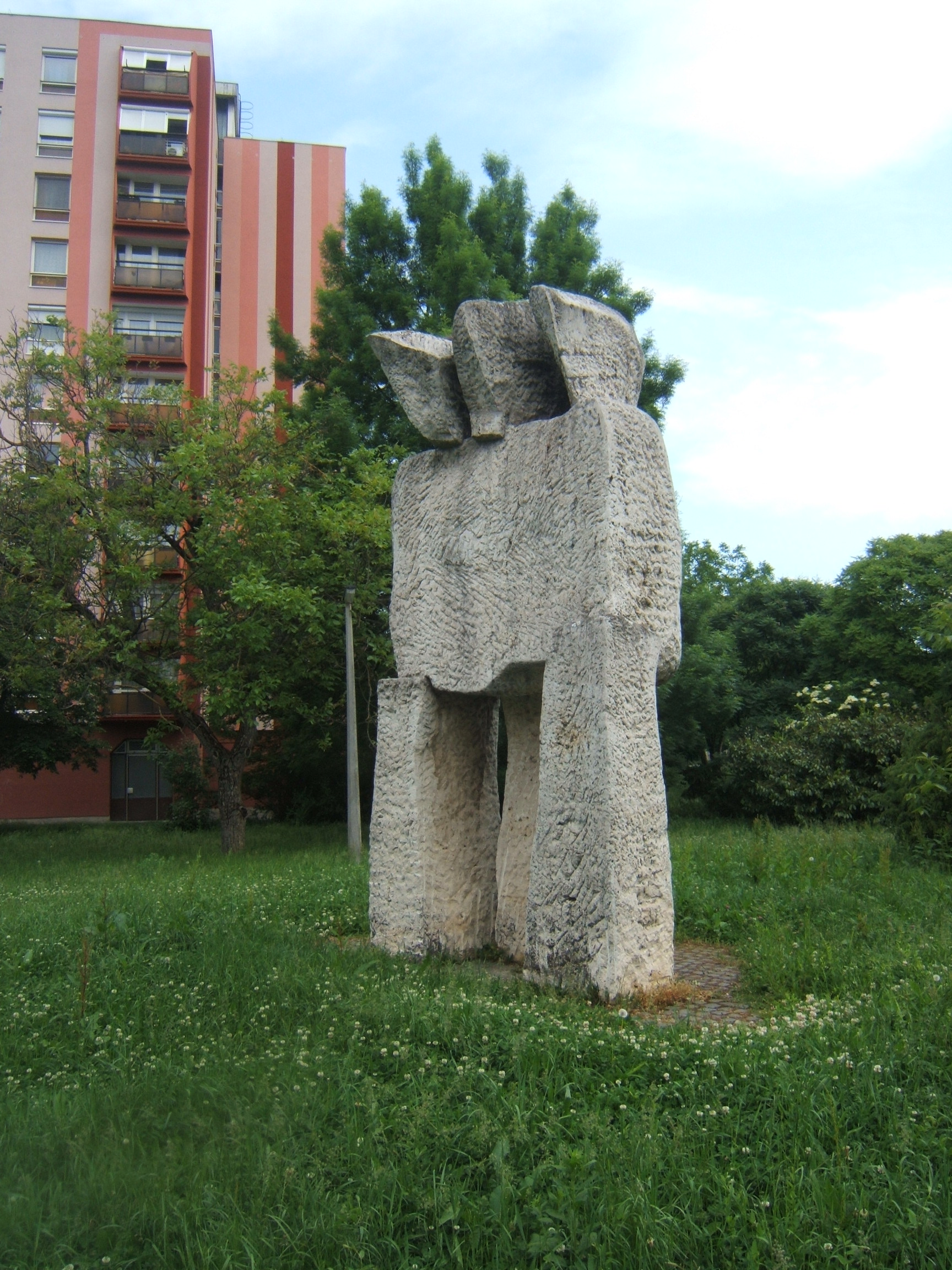
Papahrísztosz Andréasz térplasztikája